# Parroquia de San Jorge (San Vicente y las Granadinas)
La parroquia de San Jorge (inglés: Saint George Parish) es una de las seis divisiones administrativas de San Vicente y las Granadinas. Su capital es la misma que la del país, Kingstown. Esta parroquia es poseedora de una población de 51400 habitantes y de una superficie de 52 kilómetros cuadrados, por lo que su densidad es de 988,46 residentes por cada km².
Otros pueblos y ciudades:
- Arnos Vale
- Belmont
- Brighton Village
- Calliaqua
- Calliaqua
- Greathead
- Kingstown
- Kingstown Park
- Ribishi
- Stubbs

- Datos: Q2300294
- Multimedia: Saint George Parish, Saint Vincent and the Grenadines / Q2300294